# رومن رولان
رومن رولان (به فرانسوی: Romain Rolland)‏ (۲۶ ژانویه ۱۸۶۶ – ۳۰ دسامبر ۱۹۴۴) نویسندهٔ، نمایشنامه‌نویس مقاله نویس و روشنفکر فرانسوی برنده جایزه نوبل ادبیات بود.
رولان همچنین به دلیل حمایت اولیه و مخالفت بعدی با ژوزف استالین و تاثیرش بر زیگموند فروید شناخته شده است.

## زندگی
رومن رولان در سال ۱۸۶۶ در شهر کلامسی، در ایالت بورگونی، در خانوادهٔ بورژوایی مرفهی به دنیا آمد.
در چهارده سالگی به همراه خانواده‌اش برای تحصیل راهی پاریس شد. در نوجوانی با افکار باروخ اسپینوزا آشنا شد و لئو تولستوی را کشف کرد. در ۱۸۸۹ در رشتهٔ تاریخ ادامه تحصیل داد و در ۱۸۹۵ به رم رفت و در رشتهٔ هنر مدرک دکترا گرفت. رسالهٔ دکتریِ او دربارهٔ تاریخ اپرای اروپا پیش از ژان باتیست لولی و آلساندرو اسکارلتی است.

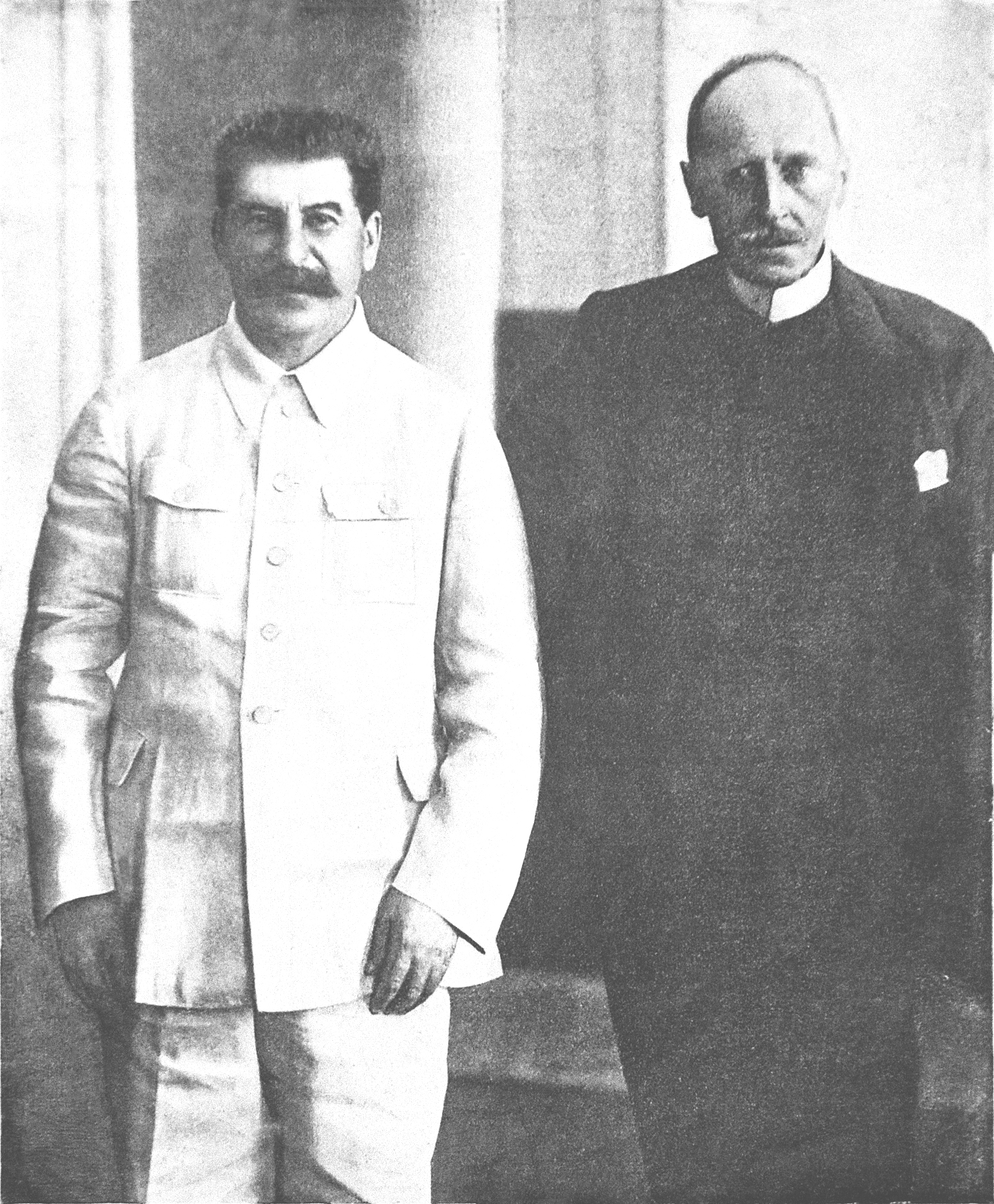
رومن رولان همراه با ژوزف استالین ۱۹۳۵

پس از اخذ دکترا، سه سال در «مدرسهٔ عالی» به تدریس تاریخ هنر اشتغال داشت و از آن پس دوره‌ای کوتاه در دانشگاه سوربن تاریخ موسیقی تدریس کرد و سپس در ۱۹۱۲ به نوشتن روی آورد و طی هشت سال، تا ۱۹۰۴، رمان ۱۰جلدی ژان کریستف را به رشتهٔ تحریر درآورد.
رومن رولان انسان صلح‌دوستی بود. او به دعوت ماکسیم گورکی در سال ۱۹۳۵ به شوروی رفت و با استالین ملاقات داشت. علی‌رغم تمایل به اندیشه‌های مارکس، علیه استالین و حکومت شوروی مقالات متعددی انتشار داد. در ۱۹۱۴ به سوئیس رفت و ۲۳ سال از عمر خود را در آنجا گذراند. در همان‌جا با مهاتما گاندی آشنا شد.

### زندگی خصوصی
او دو بار ازدواج کرد. بار اول در ۱۸۹۲ با کلوتیلد برئال، که نُه سال بیشتر دوام نیاورد، و بار دیگر، پس از ۳۳ سال تنهایی، در ۱۹۳۴ با ماری کوادچف ازدواج کرد، که این ازدواج تا پایان عمر رومن ادامه یافت.

## نشان‌ها و جوایز
رومن رولان در سال ۱۹۱۰ مفتخر به دریافت نشان لژیون دونور (بالاترین مدال افتخار فرانسه) شد و در سال ۱۹۱۳ جایزهٔ بزرگ آکادمی فرانسه را دریافت کرد. در سال ۱۹۱۵ نیز جایزه ادبی نوبل را به دست آورد.
- نشان لژیون دونور (بالاترین مدال افتخار فرانسه)، ۱۹۱۰.
- جایزهٔ بزرگ آکادمی فرانسه، ۱۹۱۳.
- جایزه نوبل ادبیات برای رمان جان شیفته، ۱۹۱۵.
- مدال گوته، ۱۹۳۳. این جایزه را از دولت نازی نپذیرفت.

## نظر دیگران دربارهٔ رومن رولان
پیش از دیدارتان، سالیان متمادی به شما به‌عنوان هنرمند و پیام‌آور عشق به انسان‌ها ارج می‌نهاده‌ام. خود نیز همیشه جانبدار عشق به هم‌نوع بوده‌ام؛ البته نه به دلایل احساسی یا آرمان‌گرایانه، بلکه به دلایل معقولانه و اقتصادی: در مواجهه با سائق‌های غریزی و جهان، به گونه‌ای که اکنون هست، ناگزیر عشق را به‌عنوان حافظ نوع بشر در مقابل تکنولوژی اجتناب‌ناپذیر می‌دانم.
زیگموند فروید، نامه به رومن رولان، ۲۹ ژانویهٔ ۱۹۲۶ (منبع ۶)

### نمایشنامه
- تراژدی‌های ایمان (۱۹۰۹): شامل سن لوئی (۱۸۹۷)، آئرت (۱۸۹۸)، پیروزی خرد (۱۸۹۹)
- تئاتر انقلاب (۱۹۰۹): شامل ۱۴ ژوئیه (۱۹۰۲)، دانتون (۱۹۰۰)، گرگ‌ها (۱۸۹۸)، زمان آن خواهد رسید (۱۹۰۳)
- لیلولی (۱۹۱۹)، بازی عشق و مرگ (1924)
- دیکه دوندن

### زندگی‌نامه
- زندگانی بتهوون(۱۹۰۳)
- هندل (۱۹۱۰)
- زندگی میکل آنژ (۱۹۰۶)
- زندگانی تولستوی (۱۹۱۱)
- گاندی (۱۹۲۴)
- میت

### تاریخ موسیقی
- تاریخ اپرای اروپا پیش از ژان باتیست لولی و آلساندرو اسکارلتی (رسالهٔ دکتری او بود)
- موسیقی‌دانان دیروز و موسیقی‌دانان امروز

### رمان

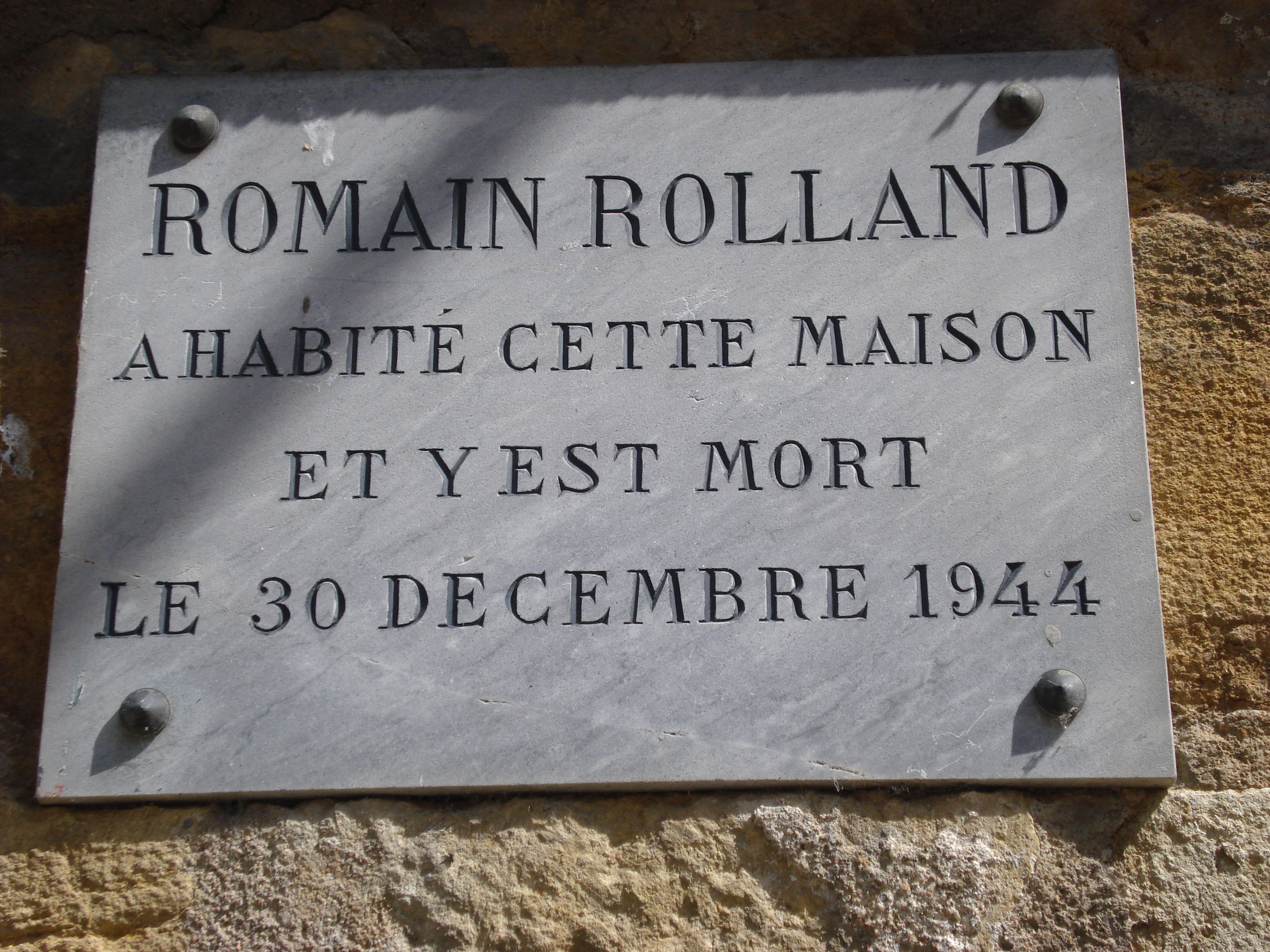
پلاکِ خانهٔ رومن رولان

- ژان کریستف (۱۹۰۴)
- جان شیفته انتشارات دوستان. ترجمه م.ا.به آذین (۱۹۲۳)
- کولا برونیون
- سفر درونی انتشارات دوستان. ترجمه م.ا.به آذین

### سایر
- فراتر از جنگ
- پیغمبران هند جدید
- داستان‌های زیبای من
- پیشگامان (مقالات)
- یادداشت‌های زمان جنگ
- خاطرات جوانی
- پی یر و لوسی
- رضا و بتول
- جزیره ای در توفان